# Levantamiento del cura Matalas en Sola
Se denomina levantamiento del cura Matalas a una revuelta popular que tuvo lugar en el territorio vasco francés de Sola durante el reinado de Luis XIV de Francia.

## Causas

Luis XIV, rey de Francia

Durante el reinado de Luis XIV de Francia (Luis III de Navarra) se tomaron medidas cada vez más centralistas que disminuían los fueros y derechos de Sola.
Entre estas medidas se encontraban la supresión de la elección popular de los representantes suletinos y el aumento de los impuestos a los campesinos de la provincia. Todos esto, acompañado del cambio de propiedad de las tierras comunales a la nobleza, una tendencia que se extendía en Francia cada vez más.

## Movilización
En las cortes de Sola las reuniones los representantes del tercer estamento no fructificaban y fue entonces cuando apareció la persona que guiaría las acciones de estos: Bernard Gohienetxe, el cura Matalas.
Dicho cura obtuvo el apoyo de la mayoría de los representantes de las asambleas, aunque no así de la jerarquía eclesiástica.

## El levantamiento armado
El levantamiento comenzó en junio de 1661. La nobleza, representada principalmente por el conde de Iruri y la burguesía de Mauleón-Licharre, fue atacada por entre 4000 y 5000 rebeldes.

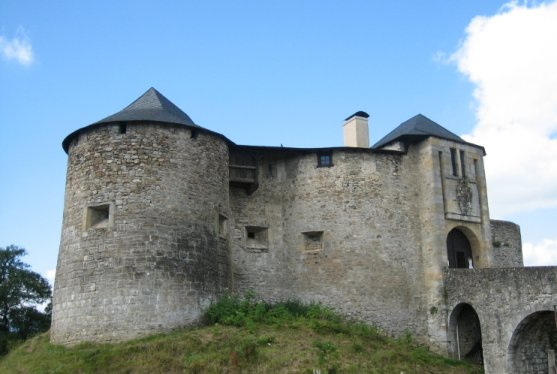
Castillo de Mauleón.

Los rebeldes quemaron varias casas de Sohüta y asediaron la ciudad de Mauleón y el castillo de Mauleón-Licharre. En aquel asedio se dieron cita unas 7000 personas armadas y la nobleza se vio obligada a pedir ayuda a la armada de Burdeos. 
Mientras tanto, Matalas intentaba afianzar el modo de organización popular en las localidades que controlaban los campesinos.

## Enfrentamiento contra el ejército
El enfrentamiento tuvo lugar en Sohüta el 12 de octubre de 1661. Los campesinos rebeldes se enfrentaron casi sin armas a 100 soldados a caballo y 400 soldados a pie.
La nobleza suletina y las tropas de Burdeos dirigidos, por el capitán mercenario Calvo, derrotaron a los campesinos. Aunque Matalas consiguió escapar, fue apresado cerca de Urdiñarbe, en la torre de Jentañe.

## Ejecución y decapitación de Matalas
Tras llevarlo al castillo de Mauleón fue condenado a muerte y ejecutado el 8 de noviembre del mismo año, siendo decapitado en la plaza central de Lextarre. Su cabeza fue colgada de uno de los cañones del castillo, para ser cambiada de lugar a la entrada de la ciudad donde permaneció una temporada hasta estar en estado de descomposición. Otras ocho personas también fueron condenadas a muerte, aunque pudieron huir a los valles del Roncal y Salazar, al otro lado de los Pirineos. 
Tras la revuelta, el poder de la nobleza se vio reforzado y los fueros y derechos históricos de la provincia de Sola se vieron reducidos.
La figura de Matalas permaneció como símbolo de Sola y hasta 1966 una cruz recordaba el lugar donde murió el cura suletino, que desapareció tras la creación de una rotonda de carretera.